# Lycomormium ecuadorense
Lycomormium ecuadorense är en orkidéart som beskrevs av Herman Royden Sweet. Lycomormium ecuadorense ingår i släktet Lycomormium och familjen orkidéer.
Artens utbredningsområde är Ecuador. Inga underarter finns listade i Catalogue of Life.